# Aero 30
Aero 30 byl malý osobní automobil, vyráběný v letech 1934–1947 firmou Aero, továrna letadel dr.Kabeš, v Praze-Vysočanech. Vůz byl opatřen dvouválcovým dvoutaktním motorem, který poháněl přední kola. Celkem vzniklo 7 964 vozů.

## Historie
Vysočanská letecká továrna Aero vyráběla automobily od roku 1929. Jednalo se o jednoduchá lidová vozidla, poháněná jednoválcovým (Aero 500), později dvouválcovým (Aero 662, Aero 1000) dvoutaktním motorem. V roce 1931 byl zahájen vývoj zcela nového, většího vozu. Vznikly dva konkurenční projekty. Jeden byl navržen ing. Břetislavem Novotným, autorem prvních vozů Aero. Jednalo se o rozpracování stávající koncepce s výkonnějším dvouválcovým motorem. Autorem druhého návrhu byl Josef Bašek, vedoucí dílen automobilky Aero. Jím navržený vůz byl se vyznačoval zcela novou koncepcí, jejímž základem byl nízký plošinový rám a pohon předních kol; autorem designu a karoserie byl konstruktér ing. Josef Voříšek. Baškův návrh byl nakonec schválen vedením firmy. Vývoj a utajené testování nového vozu pokračovaly až do jara 1934. 

Nový vůz Aero 30 se představil na XXIV. pražském autosalónu, v dubnu 1934. Byl představen ve verzích roadster a dvoudveřová limuzína. Cena roadsteru činila 23 500 Kč, limuzíny 25 800 Kč. Aero 30 vzbudilo velký zájem návštěvníků a získalo řadu objednávek, do konce roku 1934 bylo prodáno 600 vozů. V roce 1935 bylo vyrobeno 937 mírně upravených vozů. Roku 1936 prodělalo Aero 30 další zdokonalení a v nabídce se objevila karoserie kabriolet. V tomto roce vzniklo 1131 vozů. V roce 1939 proběhla velká modernizace karosérie. Kapota dostala moderní zaoblenou masku s vodorovnými žebry. V této podobě byl vůz vyráběn až do roku 1947, kdy došlo k ukončení produkce osobních automobilů ve Vysočanech.
Vozy Aero 30 byly automobilkou nasazovány do řady závodů, soutěží a propagačních jízd, včetně účasti na závodu 1000 mil československých. Roku 1934 absolvoval propagátor skautingu a motorismu František Alexander Elstner dálkovou jízdu k jezeru Loch Ness. O rok později závodník Bohumil Turek a redaktor Konig prodělali s Aerem 30 jízdu dlouhou 10 000 km po cestách Sovětského svazu.

## Popis vozu

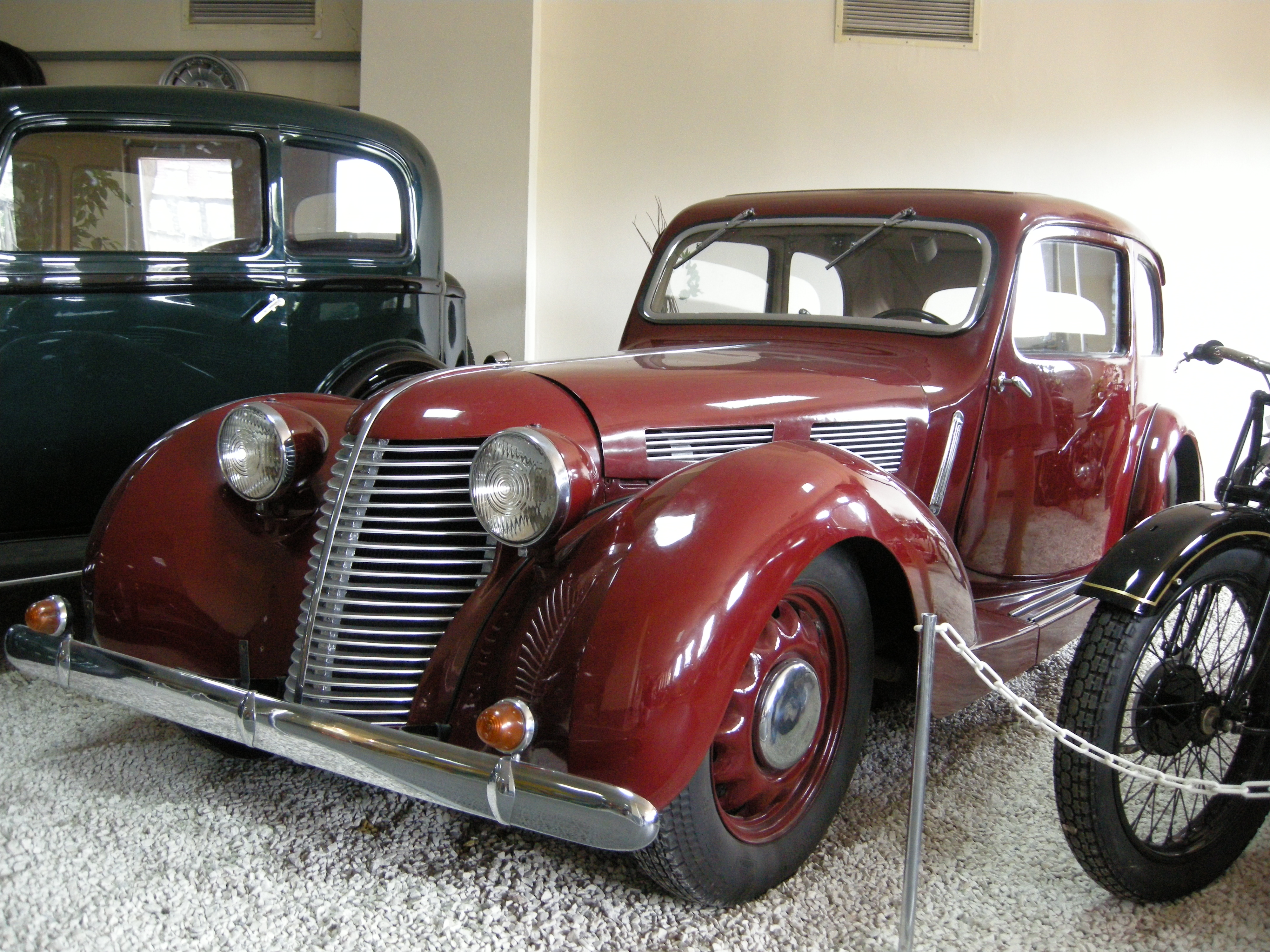
dvoudveřová limuzína Aero 30 s modernizovanou karosérií, model 1939

Aero 30 je malý osobní automobil sportovního stylu. Podvozek je tvořen ocelovým plošinovým rámem, svařeným z uzavřených profilů obdélníkového průřezu. K rámu je zespodu přivařena podlaha z prolamovaného plechu. Celý rám je zavěšen pod osou kol, čímž je dosaženo nízkého těžiště. To dalo vozu ve své době nadprůměrné jízdní vlastnosti.

Přední náprava je kyvadlová, odpružená příčným listovým pérem. Řízení kol je hřebenové. Zadní náprava je tvořena kyvnými polonápravami, odpruženými dvojicí příčných listových per. Závěsné čepy polonáprav jsou umístěny u středu rámu a pod osou kol. Díky tomu je značně potlačena změna rozchodu kol v závislosti na zatížení, vyskytující se u klasických polonáprav. Brzdy jsou bubnové mechanické, průměr bubnů je 260 mm. Kola jsou opatřena pneumatikami rozměru 5,25×16.

Motor vozu je dvoudobý řadový dvouválec o zdvihovém objemu 998,7 cm³. Blok motoru a kliková skříň jsou odlity v celku z šedé litiny. Hlava motoru je odlita z lehké slitiny. Kliková hřídel je sešroubována ze čtyř dílů a uložena na kuličkových ložiskách. Chlazení motoru je vodní, termosifonové, bez oběžného čerpadla. Objem chladicí soustavy je 16 l. Zapalování zajišťuje šestivoltové dynamo. Karburátor je horizontální, značky Amal nebo Solex. Jako palivo slouží směs oleje a benzínu, míchaná v poměru 1:40. Palivová nádrž o objemu 47 l je umístěna na příčné stěně motorového prostoru. Z ní je palivo do karburátoru dopravováno samospádem.

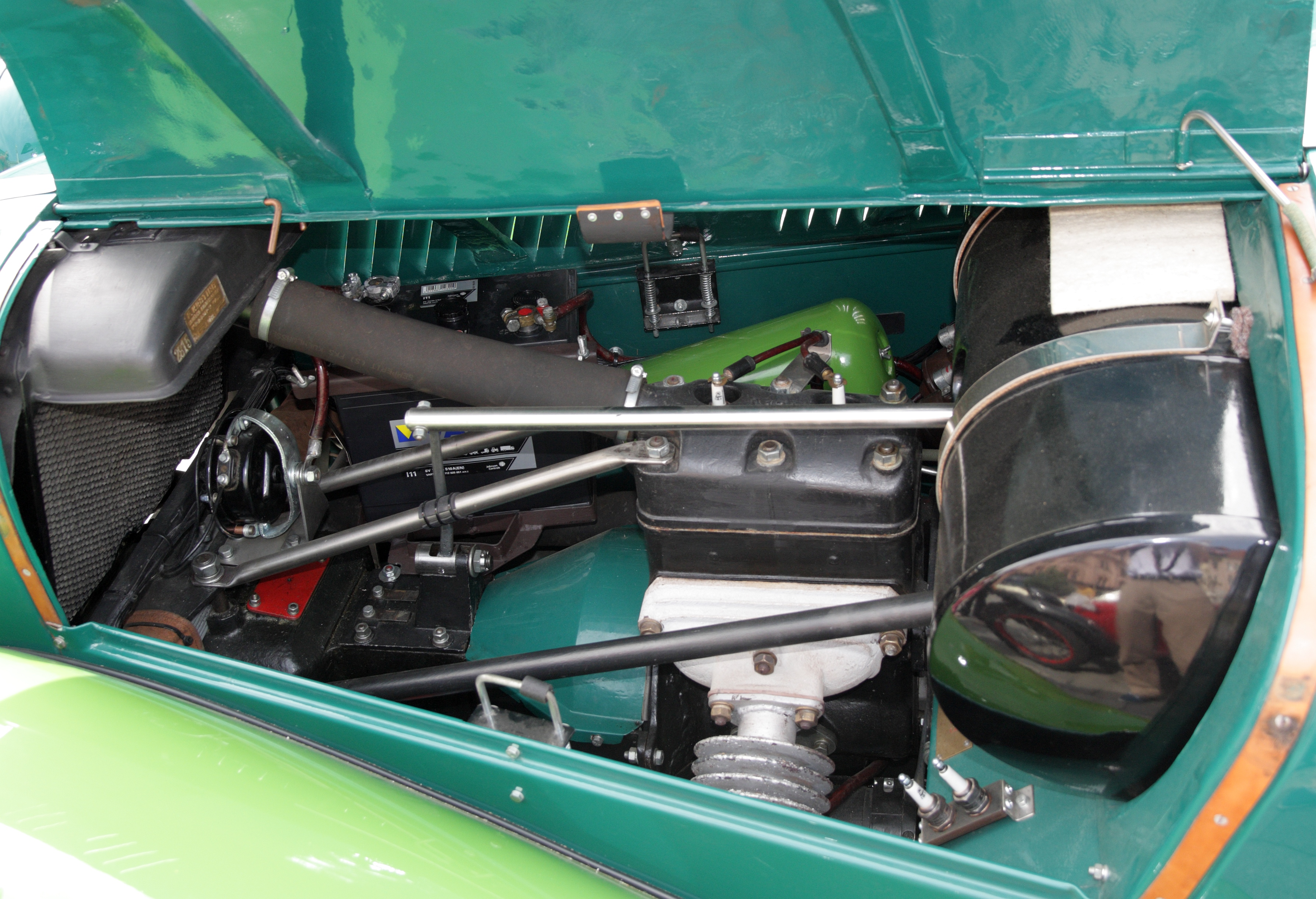
pohled do motorového prostoru

Pohonné ústrojí vozu je umístěno podélně za přední nápravou. Od předu je tvořeno rozvodovkou s diferenciálem a dvoukloubovými hnacími hřídelemi. Za nimi se nachází třístupňová nesynchronizovaná převodovka a motor. Celé pohonné ústrojí má kompaktní stavbu a lze jej v celku vyjmout. Nevýhodou konstrukce je nevhodné umístění těžiště a z toho plynoucí prokluzování předních kol při horších adhezních podmínkách. To bylo výrobcem omezeno použitím speciálních přilnavých pneumatik značky Michelin nebo Baťa.

Vůz Aero 30 byl dodáván s otevřenými nebo uzavřenými karosériemi. Otevřené karosérie typu dvou- nebo čtyřsedadlový roadster a kabriolet byly celokovové konstrukce. Uzavřené karosérie byly v provedení dvoudveřová limuzína nebo dodávka, s kostrou z jasanového dřeva potaženou plechem. Kromě toho byla dodávána samostatná šasi, určená ke karosování specializovanými karosáři.

## Technická data

### Motor a převodovka
Motor je řadový, kapalinou chlazený zážehový dvoudobý dvouválec.

Zdvihový objem: 998,7 cm³

Vrtání: 85 mm

Zdvih: 88 mm

Stupeň komprese: 5,2

Elektrická soustava: 6 V

Nejvyšší výkon: 20,6–22,1 kW (28–30 k) při 3500–4000 ot/min

Převodovka: třístupňová nesynchronizovaná se zpátečkou. Poslední poválečné série měly 2. a 3. stupeň synchronizovaný.

### Rozměry, hmotnost a provozní údaje
Délka: 4120–4220 mm

Šířka: 1500 mm

Výška: dle typu karosérie 

Rozvor: 2515 mm (dvousedadlový roadster), 2715 mm (čtyřsedadlový roadster, kabriolet, limuzína)

Rozchod: 1200 mm 

Pohotovostní hmotnost: 850–930 kg

Nejvyšší rychlost: 95–105 km/h

Spotřeba paliva: 8,5–11 l/100 km